# Liste von Bergen und Erhebungen in Botswana
Folgend eine Liste von Bergen und Erhebungen in Botswana:
| Höhe   | Name                                             | Region     | Koordinate           | Bemerkung                             |
| ------ | ------------------------------------------------ | ---------- | -------------------- | ------------------------------------- |
| 1494 m | Monalanong Hill                                  | Southern   | 24° 50′ S, 25° 40′ O | Höchste Erhebung                      |
| 1491 m | Otse Hill                                        | South East | 25° 1′ S, 25° 44′ O  | Laut einigen Quellen höchste Erhebung |
| 1489 m | höchste Erhebung der Tsodilo-Hügel, benannt Male | North West | 18° 46′ S, 21° 45′ O | Laut einigen Quellen höchste Erhebung |
| 1359 m | Kwahu Hill                                       | Southern   | 24° 56′ S, 25° 25′ O |                                       |
| 1315 m | Mamadungwa Hill                                  | Southern   | 25° 8′ S, 25° 14′ O  |                                       |
| 1305 m | Leropo Hill                                      | Southern   | 24° 46′ S, 25° 29′ O |                                       |
| 1298 m | Kgorotlhwe Hill                                  | Central    | 22° 40′ S, 26° 31′ O |                                       |
| 1292 m | Kgokgole Hill                                    | Southern   | 25° 3′ S, 25° 30′ O  |                                       |
| 1288 m | Mmammoloke Hill                                  | Central    | 22° 44′ S, 26° 48′ O |                                       |
| 1268 m | Sehikile Hill                                    | Southern   | 25° 26′ S, 25° 19′ O |                                       |
| 1242 m | Lekgabana la Mosokotswe                          | Kweneng    | 24° 25′ S, 25° 26′ O |                                       |
| 1233 m | Tapane Hill                                      | Central    | 22° 3′ S, 26° 46′ O  |                                       |
| 1226 m | Leropo Hill                                      | Central    | 22° 4′ S, 26° 56′ O  |                                       |